# Louis Moreau Gottschalk

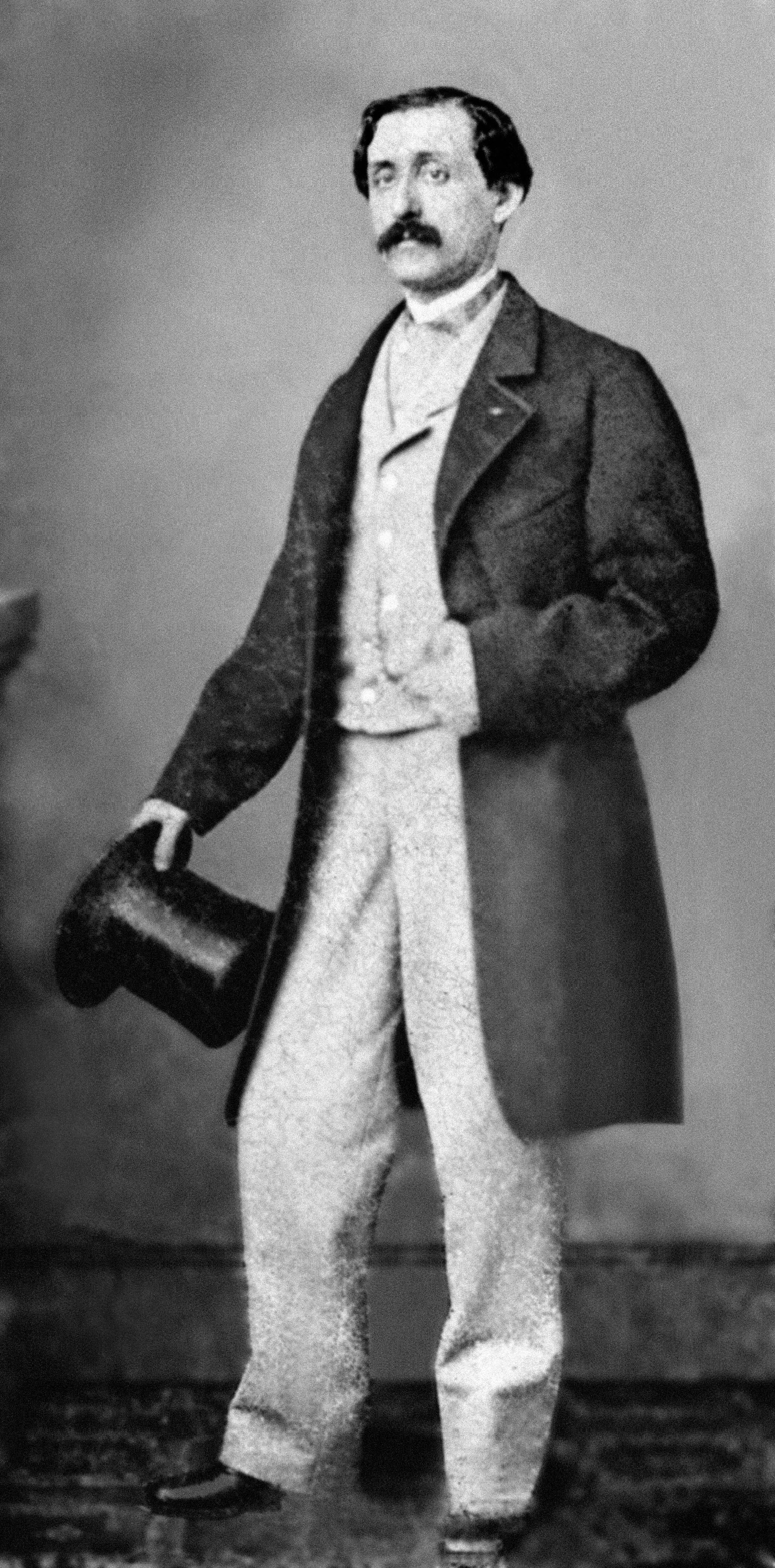
Louis Moreau Gottschalk

Louis Moreau Gottschalk (New Orleans, 8 mei 1829 - Tijuca, Rio de Janeiro, 18 december 1869) was een Amerikaans componist en pianist, die vooral bekend werd door zijn romantische pianowerken. Het grootste deel van zijn leven vond plaats buiten de Verenigde Staten.

## Levensloop
Gottschalk werd geboren in New Orleans als zoon van een Joodse zakenman uit Londen en een Creoolse moeder. In New Orleans stond hij als opgroeiend kind bloot aan een grote verscheidenheid van muzikale stijlen en tradities. Gottschalk had 6 broers en zussen. Van deze 6 waren er 5 eigenlijk halfbroers en -zussen, omdat ze het product waren van de relatie die Gottschalks vader had met een mulat-maîtresse. Gottschalk woonde in zijn jeugd met zijn familie in een kleine woning aan de Royal and Esplanade in het oude stadsdeel Vieux Carré. Later verhuisde Louis met een deel van zijn familie naar 518 Conti Street. Zijn grootmoeder van moeders kant (Buslé) en zijn verzorgster (Sally) waren beiden geboren in Saint-Domingue (het latere Haïti). Gottschalk speelde op jonge leeftijd al piano en werd door de bourgeoisie van New Orleans als wonderkind beschouwd. In 1840 gaf hij een informeel openbaar debuutconcert in het nieuwe St. Charles hotel.
Twee jaar later (hij was toen 13) verliet Gottschalk de Verenigde Staten en reisde per zeilschip naar Europa. Zowel hijzelf als zijn vader beseften dat een klassieke muziekopleiding nodig was om de muzikale ambities te verwezenlijken. Het Conservatoire national supérieur de musique liet hem aanvankelijk niet toe vanwege zijn afkomst en nationaliteit. Zijn examinator beweerde dat 'Amerika een land van stoommachines is'. Toch kreeg Gottschalk geleidelijk aan steeds meer toegang tot de gevestigde muziekkringen, dankzij vrienden van zijn familie.
Nadat Gottschalk in 1853 terugkeerde naar de VS, maakte hij veel reizen. In 1854 deed hij Cuba aan en dit was het begin van een serie reizen naar Centraal- en Zuid-Amerika. Rond 1860 was Gottschalks naam als pianist gevestigd in de Nieuwe Wereld. Hoewel Gottschalk was geboren in New Orleans, was hij aanhanger van de Union gedurende de Amerikaanse Burgeroorlog. Gottschalk keerde slechts af en toe terug naar zijn geboortestad voor concerten. Toch presenteerde hij zichzelf bij concerten zeer vaak als een geboren New Orleans-man.
In mei 1865 verscheen in een krant in San Francisco een berichtje over Gottschalk als de man die 95.0000 mijlen per trein had gereisd en die 1.000 concerten had gegeven. Later dat jaar moest Gottschalk de VS verlaten wegens een schandaaltje met een studente aan het vrouwenseminarie in Oakland (Californië); hij keerde nooit weer terug naar de VS.
Gottschalk verkoos Zuid-Amerika als gebied waar hij het meest optrad. Gedurende een concert in Rio de Janeiro op 24 november 1869 stortte hij in als gevolg van een malariabesmetting. Vlak voordat hij instortte had hij zijn compositie "Morte!!" (ofwel "Ze is dood!") gespeeld, maar het moment van instorten was tijdens het spelen van het werk "Tremolo" in hetzelfde concert.
Gottschalk herstelde niet meer geheel. Drie weken later overleed hij - waarschijnlijk door een overdosis kinine - op 40-jarige leeftijd in zijn hotel in Tijuca, Rio de Janeiro in Brazilië. In 1870 werd zijn stoffelijk overschot overgebracht naar de VS en begraven op de Green-Wood Cemetery in Brooklyn, New York.
Op de plek van zijn graf stond aanvankelijk een marmeren monument met een 'muziekengel' erop, maar dit standbeeld is midden 20e eeuw verdwenen. Het Green-Wood zoekt bij donatoren een bedrag van ongeveer 200.000 dollar om het monument ter nagedachtenis aan Gottschalk in ere te kunnen herstellen.
De achterneef Louis Ferdinand Gottschalk was een bekend componist van muziek voor stomme films en muziektheater.

## Werken

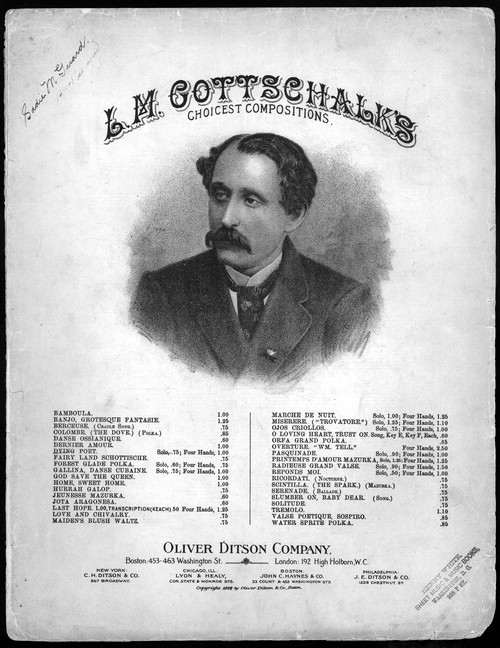
Louis Moreau Gottschalk afgebeeld op een publicatie uit 1864 van The Dying Poet voor piano

Gottschalks muziek was zeer populair gedurende zijn leven. Zijn vroege composities waren een sensatie in Europa. Deze vroege werken (waaronder composities als "Le Bananier" en "Bamboula") waren gebaseerd op Gottschalks jeugdimpressies uit Louisiana en New Orleans in het bijzonder. Gottschalks werken zoals de 13 minuten durende opera "Escenas campestres" getuigen van een onschuldige zoetheid en charme. De composities en optredens van Gottschalk hadden een grote invloed op de klassieke muziek in het Caraïbisch gebied. Zo  werd de mazurka die Gottschalk mee had genomen uit Europa op Curaçao vermengd met de plaatselijke muziek, en Gottschalk werd zo inspirator van een hele generatie Curaçaose componisten als Gerard Palm, de componistenfamilie Statius Muller en vele anderen.

## Discografie
Diverse pianisten maakten opnamen van Gottschalks pianowerken. De eerste belangrijke orkestopnamen omvatten de symfonie A Night in the Tropics (Vanguard Records met Maurice Abravanel en het Utah Symphony Orchestra). Vox Records bracht een box uit met diverse elpees (en later cd's). Hierop zijn ook wereldpremières te horen van originele orkestraties van de twee Symfonieën en andere werken (met dirigent Igor Buketoff en Samuel Adler. De pianist Philip Martin nam een groot deel van het piano-oeuvre op voor Hyperion Records.

### Luistervoorbeelden
- Art of the States: Louis Moreau Gottschalk 6 werken van Gottschalk
- Kunst der Fuge: Louis Moreau Gottschalk, MIDI-bestanden (pianowerken)

- Biblioteca Nacional de España: XX1256059
- Bibliothèque nationale de France: cb13894630c (data)
- CiNii: DA08174093
- Gemeinsame Normdatei: 118718274
- International Standard Name Identifier: 0000 0000 8138 6347
- Library of Congress Control Number: n82077132
- Nationale Bibliotheek van Letland: 000106144
- MusicBrainz: f15ea9e1-7c1f-4259-a5c4-66b7c9b66a27
- National Archives and Records Administration: 10568597
- Nationale Bibliotheek van Tsjechië: xx0040988
- Nationale Bibliotheek van Israël: 987007302579405171
- Nederlandse Thesaurus van Auteursnamen: 068543190
- LIBRIS: 215051
- SNAC: w6np234d
- Système universitaire de documentation: 035819146
- Trove: 1131046
- Virtual International Authority File: 59269669
- WorldCat: E39PBJw94x3QHC4hwM6K9qJVYP